# Planador foguete

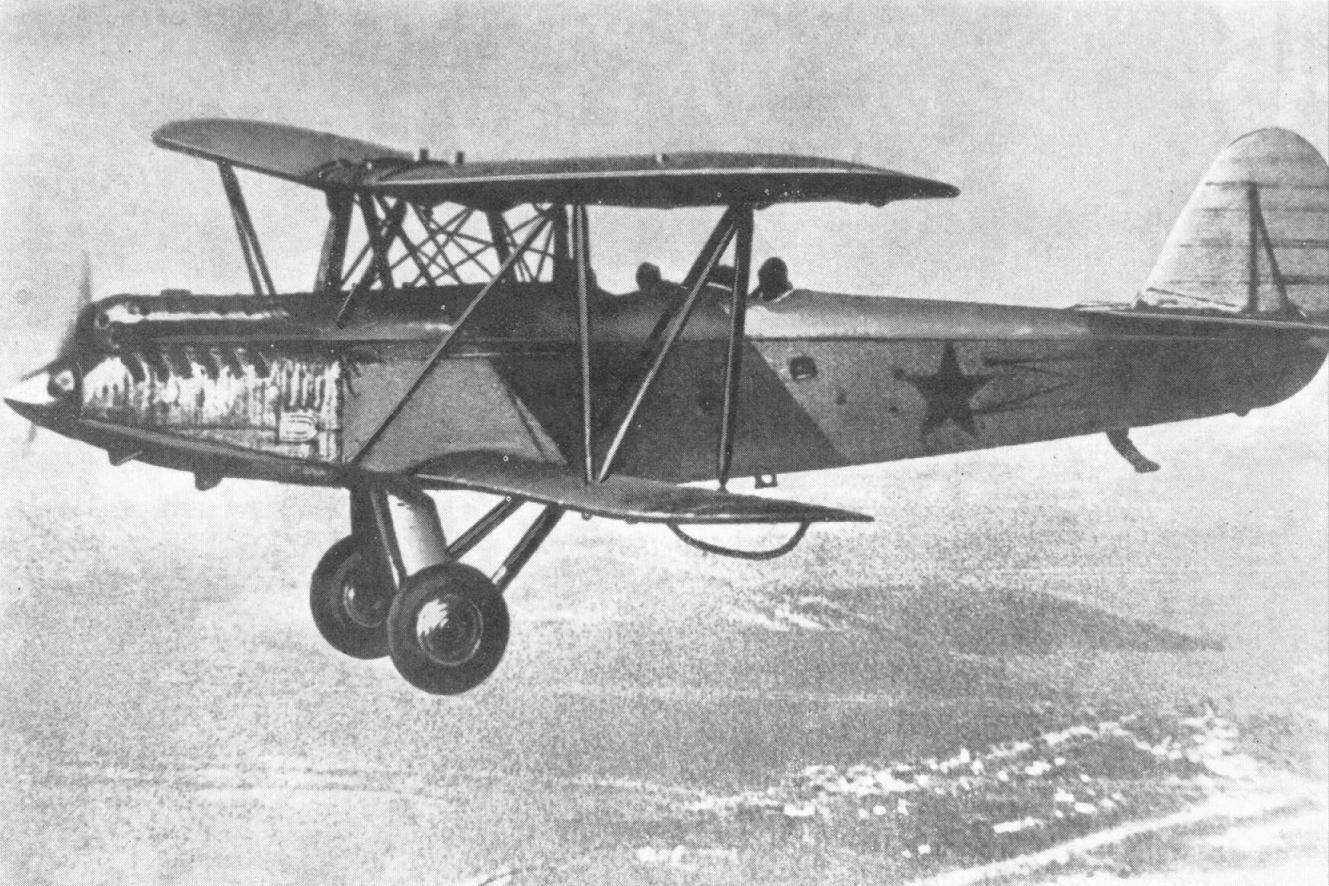
Imagem retirada por fotografia, do Planador Foguete.

Planador foguete, em russo:  ракетопланер (РП) ou RP, é a designação genérica de um conjunto de projetos de planadores movidos a motores de foguete de combustível líquido, desenvolvido na União Soviética durante a década de 30.
O desenvolvimento teve início na 4a brigada do GIRD, especializada em aviões, sob a liderança de Sergei Korolev, e prosseguiu no RNII, depois da fusão do GIRD com o GDL.

## Modelos

### RP-1
Construído em 1932, usava a estrutura de um avião projetado por Boris Cheranovsky, identificado como BICh-11 e o motor OR-2. O primeiro teste em Março de 1933 destruiu o motor.

### RP-318
Criado e desenvolvido pelo RNII também sob a liderança de Sergei Korolev entre 1936 e 1940, foi o primeiro planador foguete tripulado, sendo bastante bem sucedido em voos realizados entre 1938 e 1940, usando o motor ORM-65. O avião Polikarpov R-5, projetado por Aleksei Shcherbakov, foi usado como plataforma de observação do voo do RP-318.